# Eresia clio
Espèce
Eresia clio est un insecte lépidoptère  de la famille des Nymphalidae, de la sous-famille des Nymphalinae et du genre Eresia.

## Dénomination
Eresia clio a été décrit par Carl von Linné en 1758 sous le nom de Papilio clio.
Synonyme : Phyciodes clio ; Kirby, 1871.

### Noms vernaculaires
Eresia clio se nomme Common Crescent ou Clio Crescent en anglais.

### Sous-espèces
- Eresia clio clio;
- Eresia clio reducta (Hall, 1929); présent en Équateur[1].

## Description
Eresia clio est un papillon d'une envergure d'environ 36 mm, aux ailes antérieures arrondies et allongées, au dessus noir suffusé de doré, aux ailes antérieures tachées de blanc et aux ailes postérieures largement barrées d'une bande blanche laissant une partie basale et une bordure noires.
Le revers est plus clair avec la même ornementation aux contours moins nets.

## Écologie et distribution
Eresia clio est présent dans le sud du Mexique, en Guyane, Guyana, au Surinam, au Brésil, en Bolivie, en Équateur et au Pérou.

### Biotope
Eresia clio réside dans les parties ouvertes des forêts.

### Protection
Pas de statut de protection particulier.